# Gäddgölen (Västra Eneby socken, Östergötland)
Gäddgölen är en sjö i Kinda kommun i Östergötland och ingår i Motala ströms huvudavrinningsområde.